# ثاناتوس

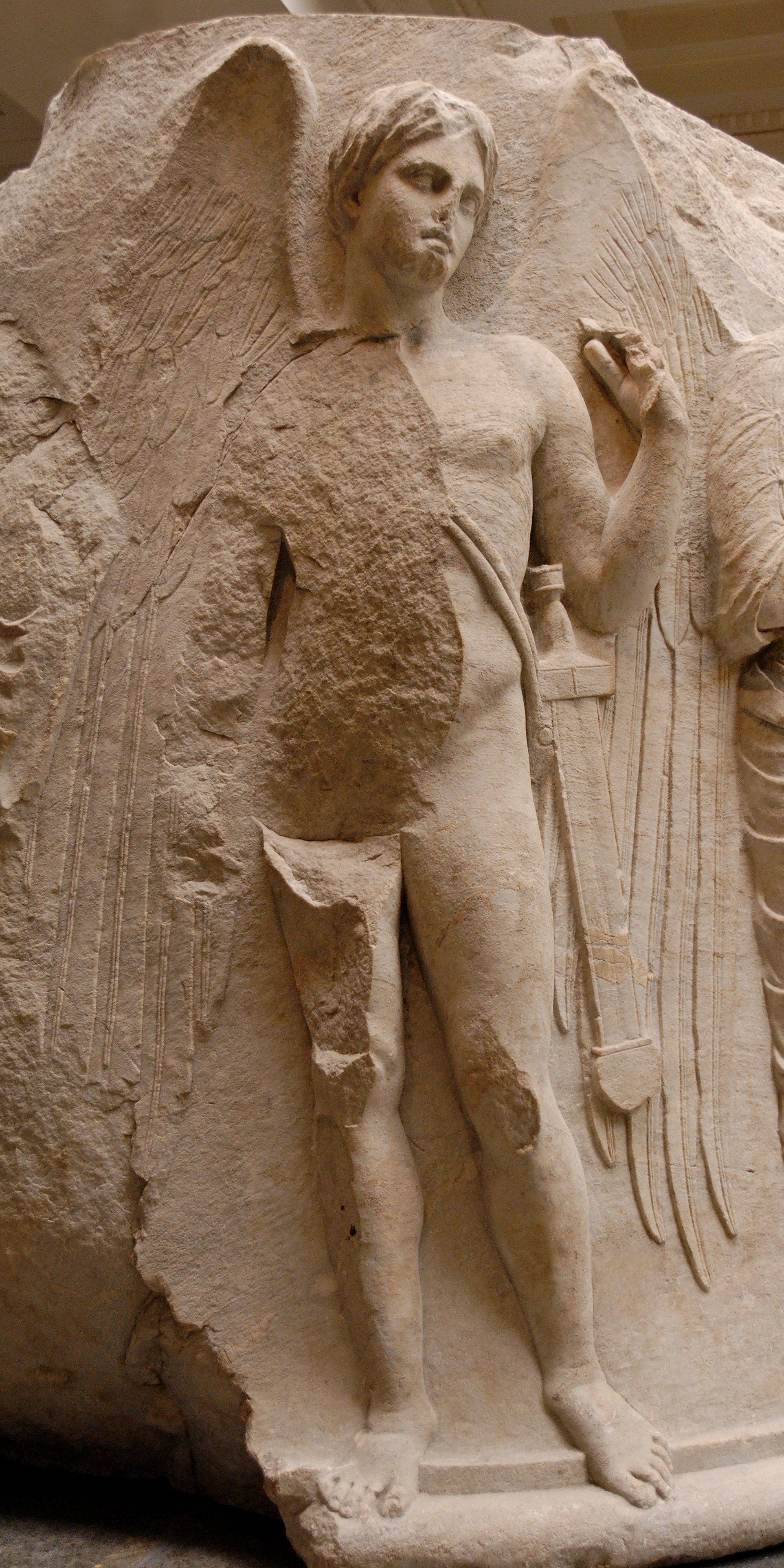
ثاناتوس.

ثاناتوس (باليونانية ، Θάνατος «الموت» Thánatos) في الأساطير اليونانية، هو ابن آلهة الليل نيكس، وكان عبارة عن إله يمثل بروح لها أجنحة يجسد الموت غير العنيف، حيث كانت لمسته لينة، مثل شقيقه التوأم هيبنوس، الذي يمثل النوم. بينما الموت العنيف كان من اختصاص شقيقاته كيريس، المحترفات في ساحة المعركة.